# Río Onon
El río Onon (en mongol: Онон гол, Onon gol; en ruso, Онон) es un largo río de 1032 km de longitud y 96.200 km² de cuenca hidrográfica que recorre Rusia y Mongolia. Se origina en la ladera oriental de las montañas Khentii. El río discurre durante 298 km a través de Mongolia. En su confluencia con el río Ingoda da lugar al nacimiento del río Shilka. Sus aguas se utilizan para el riego y abastecimiento de agua industrial. 
El sistema fluvial de los ríos Amur-Shilka-Onon tendría una longitud de 4.464 km (2.874+560+1020), que lo situarían entre los 10 ríos más largos del mundo.
Sus principales afluentes son:
- por la derecha, los ríos Hurah Gol (Хурах-Гол), Galgos (Борзя) y Unda (Унда);
- por la izquierda, Agutsa (Агуца), Kyran (Кыра) y Ага.

## Historia
La región del curso superior del río Onon es una de las regiones que, al parecer, pudo ser el lugar en que nació y creció Genghis Khan.